# Petrokefali
Petrokefali of Petrokefali Irakleiou (Grieks: Πετροκεφάλι of Πετροκεφάλι Ηρακλείου) is een plaats op het Griekse eiland Kreta. De plaats ligt op circa 10 km ten zuidwesten van Mires. Petrokefali telt 733 inwoners (2001).
Petrokefali behoort tot de deelgemeente (dimotiki enotita) Moires van de fusiegemeente (dimos) Faistos, in de Griekse bestuurlijke regio (periferia) Kreta.